# Birkenes
Gmina Birkenes (norw. Birkenes kommune) – norweska gmina leżąca w regionie Agder. Jej siedzibą jest miasto Birkeland.
Birkenes jest 164. norweską gminą pod względem powierzchni.

## Demografia
Według danych z roku 2005 gminę zamieszkuje 4340 osób. Gęstość zaludnienia wynosi 6,43 os./km². Pod względem zaludnienia Birkenes zajmuje 220. miejsce wśród norweskich gmin.
| ludność stan na 1 stycznia 2005 |         |           |       |
|                                 | kobiety | mężczyźni | razem |
| osób                            | 2195    | 2145      | 4340  |
| %                               | 50,58%  | 49,42%    | 100%  |

| wykształcenie stan na 1 października 2004 |            |         |        |          |
|                                           | podstawowe | średnie | wyższe | nieznane |
| osób                                      | 604        | 2069    | 555    | 67       |
| %                                         | 18,33%     | 62,79%  | 16,84% | 2,03%    |

## Edukacja
Według danych z 1 października 2004:
- liczba szkół podstawowych (norw. grunnskolar): 4
- liczba uczniów szkół podst.: 702

## Władze gminy
Według danych na rok 2011 administratorem gminy (norw. rådmann) jest Alf Martin Woie, natomiast burmistrzem (norw. ordfører, d. borgermester) jest Arild Einar Espegren.